# Pfarrhaus (Maxdorf)

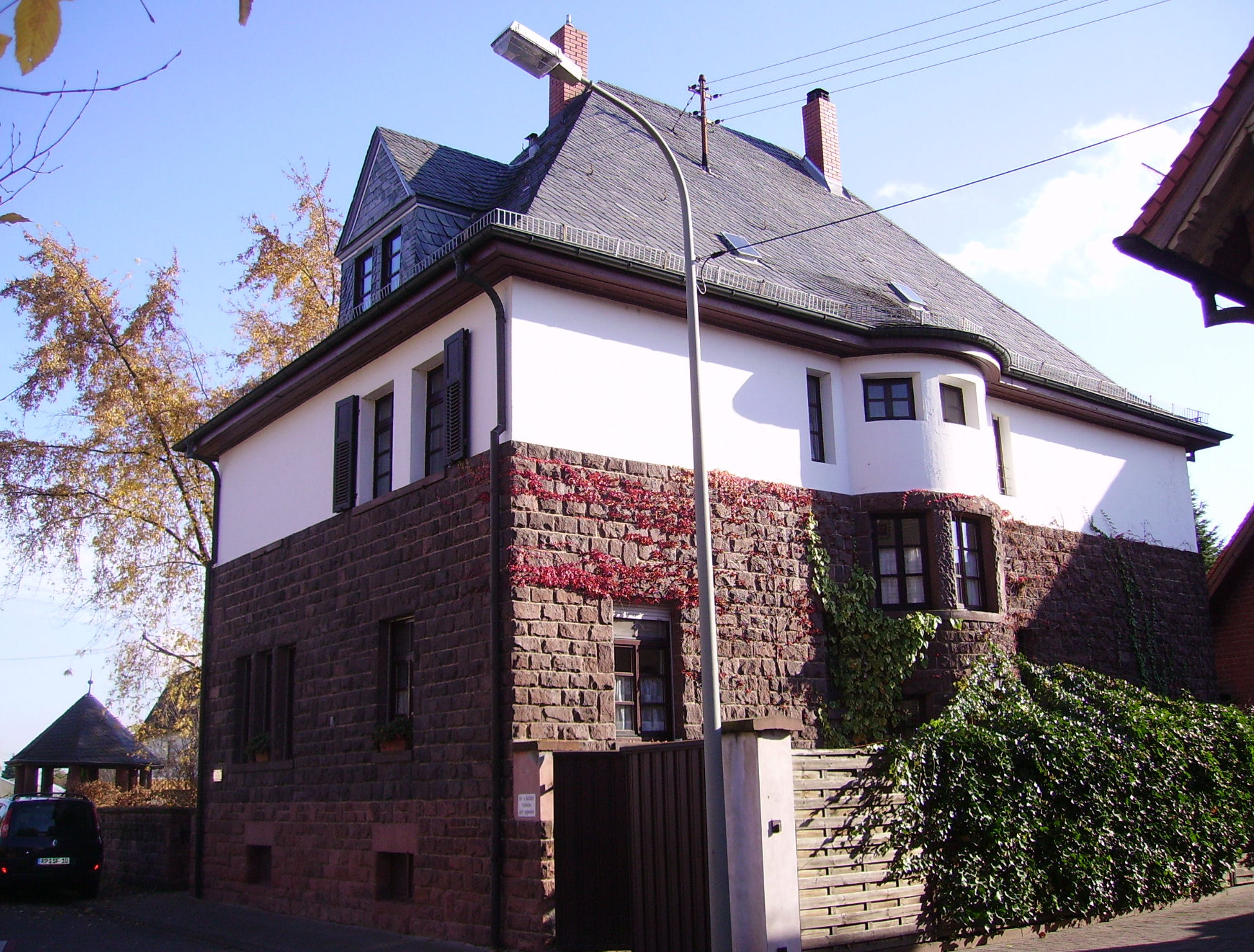
Pfarrhaus in Maxdorf

Das protestantische Pfarrhaus in Maxdorf, einer Ortsgemeinde im rheinland-pfälzischen Rhein-Pfalz-Kreis, wurde von 1914 bis 1921 errichtet. Das Pfarrhaus an der Lambsheimer Straße 10 ist ein geschütztes Kulturdenkmal.
Das Pfarrhaus wurde, ebenso wie die protestantische Pfarrkirche gegenüber, nach Plänen des Stuttgarter Architekten Heinrich Henes erbaut.
Der Walmdachbau auf hohem gequadertem Erdgeschoss besitzt ein halbrundes Treppenhaus, das sich an der Südfassade befindet.